# Pelourinho de Algoso
O Pelourinho de Algoso localiza-se na freguesia de Algoso, município de Vimioso, distrito de Bragança, em Portugal.
Este pelourinho encontra-se classificado como Imóvel de Interesse Público desde 1933.